# 蒂鲍·茹然瑙
蒂鲍·茹然瑙（匈牙利語：Tiba Zsuzsanna，1976年3月31日—），匈牙利前女子水球运动员。她曾代表匈牙利国家队参加2004年夏季奥林匹克运动会水球比赛，结果获得第六名。